# República Dominicana en los Juegos Olímpicos de México 1968
La República Dominicana estuvo representada en los Juegos Olímpicos de México 1968 por un total de dieciocho deportistas masculinos que compitieron en cinco deportes.
El equipo olímpico dominicano no obtuvo ninguna medalla en estos Juegos.